# Jodis aeruginaria
Jodis aeruginaria là một loài bướm đêm trong họ Geometridae.